# 西古里米

国家安全局标志

国家安全局（缩写为DSSh），通称西古里米（Sigurimi），是阿尔巴尼亚社会主义人民共和国的国家安全、情报和秘密警察机构，成立于1944年12月10日。该机构宣称其目标是维护阿尔巴尼亚的国家安全，但实际上，该机构起到了压制民众的政治活动并维护现有的政治体制的作用。阿尔巴尼亚剧变后的1991年8月15日，该机构解散。
2008年，阿尔巴尼亚议会讨论了开放所谓“西古里米档案”的问题，但阿尔巴尼亚社会党对此提出反对。2015年，阿尔巴尼亚政府成立负责公开“西古里米档案”的委员会，并甄别曾与阿尔巴尼亚劳动党政权合作的公职候选人；然而，截至2017年初，该委员会尚未开始工作，批评者指出，大部分“西古里米档案”可能早已被销毁。